# كونج مين-هيون
كونج مين-هيون (هانغل: 공민현) هو لاعب كرة قدم كوري جنوبي في مركز الهجوم، ولد في 19 يناير 1990 في كوريا الجنوبية. لعب مع Bucheon FC 1995 ‏.

## وصلات خارجية
- كونج مين-هيون على موقع دوري كوريا الجنوبية (الإنجليزية)
- كونج مين-هيون على موقع قاعدة بيانات كرة القدم.إي يو (الإنجليزية)
- كونج مين-هيون على موقع Soccerway.com (الإنجليزية)